# Журавка (Кантемировский район)
Журавка — село в Кантемировском районе Воронежской области России. Административный центр Журавского сельского поселения. Расположено в 9 км к северо-западу от райцентра. Железнодорожная станция Журавка.

## География

### Улицы
- ул. 50 лет Октября,
- ул. Комсомольская,
- ул. Крупской,
- ул. Луговая,
- ул. Пролетарская.

## История
Журавка возникла в 1780-е годы и размещалась на склоне оврага Журавлик, где обитало множество журавлей. Отсюда и название села.
В 1812 году на битву с французами из села взят 21 рекрут. Они участвовали в битве под Москвой. В 1862 году построена Всехсвятская деревянная церковь. 3 октября 1872 года при железнодорожной станции открыто почтовое отделение. В селе имелось 8 литейных заведений.
В 1870-х годах через село был проложен железнодорожный путь, на котором возвели железнодорожную станцию Журавка.
В годы Первой русской революции уроженец села М. А. Лунин вел среди крестьян революционную агитацию, призывая жителей подняться против царя. За это он был арестован и привлечен к суду и следствию. В тот период в селе было 722 двора и 5078 жителей, имелся маслобойный завод, церковь, школа, созданная на денежные средства земства в 1901 году. В 1909 году в этой школе обучалось 57 мальчиков и 13 девочек.
Советская власть в селе установлена в феврале 1918 года. В гражданскую войну жители села сражались против интервентов. 5 июня 1918 года немецкие кавалеристы повели наступление на станцию Журавка, но огнем артиллерии Богучарского отряда были отбиты.
В 1919 году были созданы Журавский и Хлыщевский сельские советы.
В феврале 1919 года В. И. Ленин обратил внимание членов РВС Южного фронта на скорейшее восстановление железнодорожного моста у станции, разрушенного красновцами.
После гражданской войны в селе возникла коммуна, впоследствии преобразованная в колхоз. В 1926 году здесь было 144 двора и 831 житель, школа с двумя учителями. Кроме того, при станции находилось 13 дворов, где проживало 64 человека, действовало почтовое отделение.
В 7 км от села в 1931 году возник охровый завод. Его первым директором стал А. В. Дураков. Завод изготовлял промышленную охру, которая до войны поставлялась в Индию, Ирак, Иран, Финляндию и др. страны. Численность рабочих была около 250 человек. При заводе вскоре возник поселок.
В 1938 году в селе воздвигнут памятник В. И. Ленину.
В годы войны село было оккупировано, освобождено в декабре 1942 года. Родом из села Герой Социалистического Труда Михаил Арсентьевич Черноиванов (1910 года рождения). Звание Героя им получено в 1959 году за проводку тяжеловесных составов. Проживал в городе Лиски.
На 1995 год в Журавке было 509 дворов и 1271 житель, имеется Дом культуры на 500 мест, две неполные средние школы на 154 ученических места, детский садик на 75 мест, фельдшерский пункт. 
На 2010 год в Журавке проживало 722 человека.

## Население
| 1859 | 1897 | 2010 |
| ---- | ---- | ---- |
| 549  | ↗679 | ↗722 |